# Дворжанский, Александр Игоревич
Александр Игоревич Дворжанский (род. 6 сентября 1950, Пенза) — советский и российский историк-краевед и редактор.
Основные направления творческих интересов: изучение истории и архитектуры гражданских и культовых зданий Пензы и Пензенской области; истории Пензенской епархии Русской православной церкви.

## Биография
В 1967 году окончил среднюю школу в городе Закамск Пермской области
В 1972 году окончил Пензенский политехнический институт и до 1980 года работал инженером — вначале в Пензенском научно-исследовательском электротехническом институте, а затем на Пензенском радиозаводе.
В 1980 году увлечение историей родного края побудило его перейти работать в Пензенское отделение Всероссийского общества охраны памятников истории и культуры на должность консультанта. С того же года собирал материал по истории Пензы, который лёг в основу его будущих публикаций. В 1983 году перешёл работать в управление культуры Пензенского облисполкома на должность руководителя группы по подготовке Свода памятников истории и культуры.
В 1991 году становится редактором «Пензенского временника любителей старины», первого в области краеведческого журнала постсоветского времени.
В 1996 году с благословения архиепископа Пензенского и Кузнецка Серафима (Тихонова) его включили в состав редакционного отдела Пензенского епархиального управления. В 1997 года стал штатным работником управления. В 1998 году назначен редактором журнала «Пензенские епархиальные ведомости», учреждённого вместо одноимённой газеты, который прекратил свой выпуск в 2003 году по причине отсутствия финансирования. Одновременно продолжал выпускать «Пензенский временник любителей старины», претерпевший структурные изменения в связи с превращением его в печатный орган возрожденного Церковно-исторического комитета Пензенской епархии. Журнал издавался до 2014 года.
Участвовал в проекте по изданию полного собрание сочинений святителя Иннокентия Пензенского, начатого в феврале 2015 года. 21 февраля 2021 года в Спасском кафедральном соборе города Пензы во время презентации Полного собрания творений святителя Иннокентия Пензенского был награждён грамотой за данный труд.
В марте 2022 года присвоено звание «Заслуженный работник культуры Пензенской области».

## Публикации
книги
- Геннадий Балашов. Графика : персональная выставка графических работ. — Пенза: Пензенская правда, 1995. — 58 с.
- Список клириков и мирян Русской Православной Церкви по Пензенской области, расстрелянных в годы массовых политических репрессий. — Пенза, 1998.
- История Пензенской епархии: Исторический очерк. Кн. 1. — Пенза: Ред.-изд. отдел Пензенского епархиального управления, 1999. — 512 с.
- Житие святителя Иннокентия, Пензенского Чудотворца. — Пенза, 2000. — 36 с. — ISBN 5-901445-01-5.
- Святитель Иннокентий, первый святой Пензенской земли. — Пенза, 2001. — 38 с.
- Деревянное кружево Пензы. — Пенза, 2002. — 19 с. — ISBN 5-901445-04-X.
- Пензенский Успенский кафедральный собор: К 100-летию освящения. — Пенза: Пензенское епархиальное управление, 2005. — 146 с. — ISBN 5-901445-07-4.
- Собор Михаила Архангела г. Сердобска: 1905-2005: К 100-летию освящения. — Пенза: Михайло-Арханг. собор г. Сердобска, 2005. — ISBN 5-901445-09-0.
- Спутник паломника: Святыни Пензенской земли. — Пенза, 2008. — 263 с. — ISBN 5-901445-08-2.
- Жизнеописание архиепископа Пензенского и Кузнецкого Серафима (Тихонова). — Пенза, 2010. (в соавторстве с Т. Ю. Белгузовой)
- История пензенских улиц : топонимика Пензы. Кн. 1: Улица Троицкая . — Москва: Локус Станди, 2012. — 459 с. — ISBN 978-5-94428-092-3. (в соавторстве с И. С. Шишкиным)
- История пензенских улиц : топонимика Пензы. Кн. 2: Улица Московская  . — Москва: Локус Станди, 2012. — 496 с. — ISBN 978-5-906674-02-9. (в соавторстве с И. С. Шишкиным)
- Праведный верою жив будет. Пензенский мартиролог пострадавших за веру Христову. — Пенза, 2014. — 583 с. — 1000 экз. (в соавторстве с С. В. Зелёвым и прот. В. Клюевым)
- Гонение на Православие в Пензенском крае. Вып. 1: Никольский район. — Пенза: ПРО-УВПРО «Пензенская Духовная Семинария, 2014. — 111 с. — ISBN 978-5-9905571-0-9.
- Покровский архиерейский собор: К 250-летию сооружения. — Пенза, 2015. — 236 с. — ISBN 978-5-901445-13-6.
- Святитель пламенеющий. Архиепископ Пензенский и Кузнецкий Серафим (Тихонов, 1935–2000). В 2-х частях. Часть I. — Пенза, 2015. — 448 с. — ISBN 978-5-901445-11-2. (в соавторстве с Т. Ю. Белгузовой)
- Святитель пламенеющий. Архиепископ Пензенский и Кузнецкий Серафим (Тихонов, 1935–2000). В 2-х частях. Часть II. — Пенза, 2015. — 488 с. — ISBN 978-5-901445-12-9. (в соавторстве с Т. Ю. Белгузовой)
- Гонение на Православие в Пензенском крае. Вып. 2: Мокшанский район. — Пенза: РО-ДООВО «Пензенская духовная семинария», 2016. — 183 с. — ISBN 978-5-9905571-6-1.
- Гонение на Православие в Пензенском крае. Вып. 3: Иссинский район. — Пенза: Пензенская духовная семинария Пензенской Епархии Русской Православной Церкви, 2017. — 92 с. — ISBN 978-5-9908754-8-7.
- Гонение на Православие в Пензенском крае. Вып. 4: Сосоновоборский район. — Пенза: Пензенская духовная семинария Пензенской Епархии Русской Православной Церкви, 2018. — 167 с. — ISBN 978-5-9908755-5-5.

буклеты
- Пензенский Троицкий женский монастырь. — Пенза, 2006.
  - Пензенский Троицкий женский монастырь. — Пенза: Пензенская Епархия, 2015. — 42 с.
- Свято-Тихвинский Керенский Богородицкий мужской монастырь. — Пенза, 2007.
- Спасский кафедральный собор Пензы. — Саратов, 2009.

статьи
- Венец старинной площади // Пензенская правда. — 1987. — 26 июня.
- Афоризмы и мысли об истории В. О. Ключевского // Пензенский временник. № 1 — 1991
- Из моего чудного, прекрасного далека простираю я теплые объятия Пензе. 150 лет со дня рождения В. О. Ключевского // Пензенский временник. № 1 — 1991
- История здания гостиницы «Сура» // Пензенский временник. № 2 — 1991
- Стоял на тракте монастырь. О Мокшанском Казанском женском монастыре // Пензенский временник. № 2 — 1991
- «Тарханы» в 1911 г. // Пензенский временник. № 3 — 1991
- Усадьба Тенишевых // Пензенский временник. № 3 — 1991
- Имени императора Алксандра II // Пензенский временник. № 4 — 1992
- Писатель А. Н. Будищев // Пензенский временник. № 4 — 1992
- Реставрация или ремонт? // Пензенский временник. № 4 — 1992
- Дом на Московской // Пензенский временник. № 4 — 1992
- Ю. В. Соболев (1887—1940) // Пензенский временник. № 4 — 1992
- Наровчат вчера и сегодня // Молодой ленинец. — 1995. 2 фев.;
- Храм Покрова Пресвятой Богородицы // Пензенские епархиальные ведомости. 1998. — № 7;
- Улица Московская // Пензенский временник любителей старины. Вып. 12. — 2000. — С. 1-70
- Борис (Лентовский) // Православная энциклопедия. — М., 2003. — Т. VI : Бондаренко — Варфоломей Эдесский[англ.]. — С. 36-37. — 39 000 экз. — ISBN 5-89572-010-2.
- Григорий (Соколов) // Православная энциклопедия. — М., 2006. — Т. XII : Гомельская и Жлобинская епархия — Григорий Пакуриан. — С. 582-583. — 39 000 экз. — ISBN 5-89572-017-X.
- Иннокентий (Смирнов) // Православная энциклопедия. — М., 2009. — Т. XXII : Икона — Иннокентий. — С. 725—729. — 39 000 экз. — ISBN 978-5-89572-040-0. (в соавторстве)
- Театр трёх хозяев // Наша Пенза. — 2012. — 26 сентября-2 октября (№ 39). — С. 14.
- Улица одиннадцати названий // Наша Пенза. — 2012. — 19-25 сентября (№ 38). — С. 14-15.
- Четыре площади в одной // Наша Пенза. — 2012. — 17-23 октября (№ 42). — С. 14.
- Перстень от императора // Наша Пенза. — 2012. — 14-20 ноября (№ 46). — С. 14
- Этот песенный «Октябрь» // Наша Пенза. — 2012. — 12-18 декабря (№ 51). — С. 9.
- Вензель на фасаде // Наша Пенза. — 2013. — 8-14 мая (№ 19). — С. 8
- Двухэтажка с пристроем // Наша Пенза. — 2013. — 7-13 августа (№ 32). — С. 8
- Дом городского головы Похолкова // Наша Пенза. — 2013. — 3-9 апреля (№ 14). — С. 10 : 4 фото; 10-16 апреля (№ 15). — С. 9
- Исчезнувший квартал // Наша Пенза. — 2013. — 22-28 мая (№ 21). — С. 10 : 5 фото; 19-25 июня (№ 25). — С. 10
- Усадьба на Московской // Наша Пенза. — 2013. — 13-19 марта (№ 11). — С. 8
- Пензенский «Эрмитаж» // Наша Пенза. — 2013. — 17-23 апреля (№ 16). — С. 9.
- Пензенский «Гранд-отель» // Наша Пенза. — 2013. — 15-21 мая (№ 20). — С. 10
- Исчезнувший квартал // Наша Пенза. — 2013. — 22-28 мая (№ 21). — С. 10; 19-25 июня (№ 25). — С. 10
- Сохранённый по ошибке // Наша Пенза. — 2013. — 17-23 июля (№ 29). — С. 9
- Двухэтажка с пристроем // Наша Пенза. — 2013. — 7-13 августа (№ 32). — С. 8
- Была Посацкая, теперь Московская // Наша Пенза. — 2013. — 30 октября-5 ноября (№ 44). — С. 14
- «Вся из одних каменных построек…» // Наша Пенза. — 2013. — 4-10 декабря (№ 49). — С. 10
- Храм посреди поля // Пензенские епархиальные ведомости. 2014. — № 7. — С. 41-45
- Последний ректор и последний редактор. К биографии протоиерея Матфея Архангельского // Пензенские епархиальные ведомости. 2016. — № 6. — С. 8-13, № 8. — С. 7-9.